# Vlna veder v Evropě v roce 2003

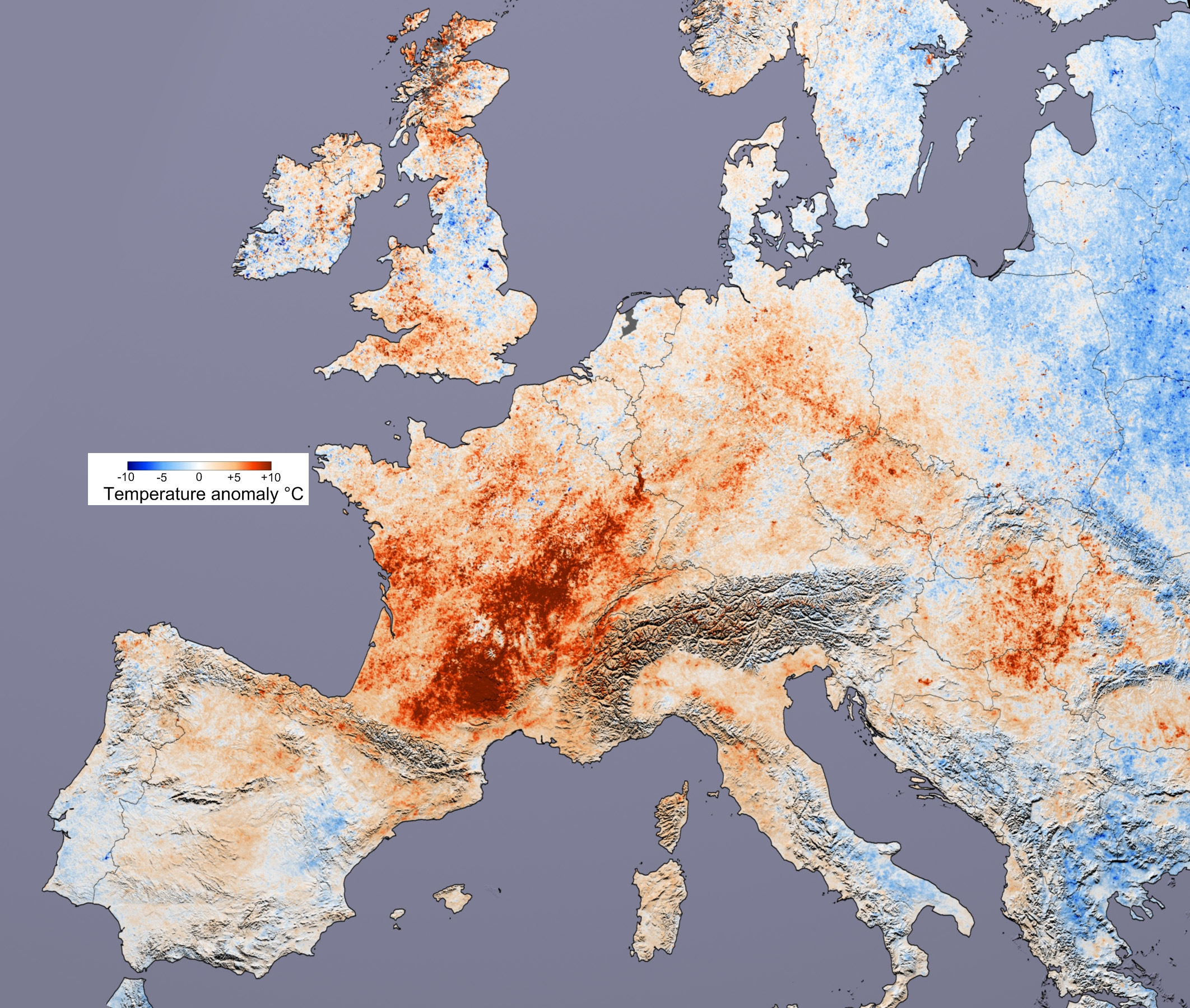
Srovnání teplot léta 2003 ve srovnání s rokem 2001

Vlna veder v Evropě v roce 2003 zasáhla především západní část kontinentu v červenci a srpnu 2003 a šlo o nejteplejší léto od roku 1540. Příčinou vlny veder bylo atmosférické blokování Omega související s celkovým oteplováním oceánů. Situaci zhoršila skutečnost, že již jaro roku 2003 přineslo nadprůměrné teploty a podprůměrné srážky. 
V portugalské obci Amareleja byla naměřena 1. srpna 2003 rekordní teplota 47,3 °C. Ve Favershamu byl naměřen britský rekord 38,5 °C, v Rothu německý rekord 40,4 °C a v Conqueyracu francouzský rekord 44,1 °C. Organizace Météo-France hlásila na dvou třetinách stanic teploty přesahující 35 °C. Mezi druhým a sedmnáctým srpnem neklesly průměrné teploty ve Francii pod 23,4 °C. Pocitovou teplotu zhoršilo bezvětří panující nad velkou částí Evropy. Mimořádně teplé a suché počasí způsobilo četné lesní požáry, jen na portugalském území shořelo 215 000 hektarů lesa. Na řadě míst se  přemnožil lýkožrout smrkový. Počasí se projevilo také vysycháním řek, hladina Dunaje byla na stoletém minimu.
Počet úmrtí způsobených v létě 2003 horkem se odhaduje na 72 000 osob, nejvíce v Itálii (okolo dvaceti tisíc). Většinu obětí tvořili senioři, kteří zemřeli v přehřátých bytech. Vzhledem k přetíženým kapacitám vznikaly na řadě míst provizorní márnice.
Vedra způsobila pokles hrubého domácího produktu evropských zemí okolo půl procenta. Úroda obilí byla v Evropské unii o 10 % nižší. Extrémní počasí se projevilo také na sklizni révy, víno tohoto ročníku mělo vyšší cukernatost a obsah alkoholu.
Reakcí na katastrofu bylo rozšiřování zelených ploch v mnoha evropských městech i zkvalitnění systému meteorologického varování.